# Martin Rink
Martin Rink (* 1966 in Kaufbeuren) ist ein deutscher Militärhistoriker und Wissenschaftlicher Oberrat am Zentrum für Militärgeschichte und Sozialwissenschaften der Bundeswehr in der Villa Ingenheim in Potsdam. Von 1985 bis 1996 war als Soldat auf Zeit in der Laufbahn der Offiziere der Truppendienstes bei der Fallschirmjägertruppe.

## Leben
Rink trat 1985 als Soldat auf Zeit und Offizieranwärter in die Bundeswehr ein. Er absolvierte die Offizierausbildung und studierte von 1989 bis 1993 Staats- und Sozialwissenschaften mit den Hauptfächern Neuere und Neueste Geschichte an der Universität der Bundeswehr München in Neubiberg. 1993 legte er das Diplom ab. In seiner letzten Verwendung war er bis 1996 Kompaniechef und Hauptmann im Fallschirmpanzerabwehrbataillon 262 in der Kaserne auf der Ell in Merzig verwendet. 1995 war er im Auslandseinsatz im ehemaligen Jugoslawien (United Nations Protection Force).
Er nahm ein historisches Promotionsstudium auf und wurde 1998 an der Staats- und Sozialwissenschaftlichen Fakultät der Universität der Bundeswehr München mit der durch Hans Schmidt angeregten und durch Walter Demel und Bernhard R. Kroener begutachteten Dissertation Vom „Partheygänger“ zum Partisanen. Die Konzeption des kleinen Krieges in Preußen 1740–1813 zum Dr. rer. pol. promoviert, wofür er 2000 auf dem 43. Deutschen Historikertag in Aachen den Werner-Hahlweg-Preis (2. Preis) erhielt.
Von 1997 bis 2009 war der Reserveoffizier (letzter Dienstgrad Oberstleutnant der Reserve) während seiner Wehrübungen als Historikerstabsoffizier in Forschungsprojekte am Militärgeschichtlichen Forschungsamt (MGFA) eingebunden, wo er 2009 Mitarbeiter wurde. Zwischenzeitlich arbeitete er für die Online-Redaktion eines Kommunikationsunternehmens in Berlin. Seit 2005 ist er Lehrbeauftragter am Historischen Institut der Universität Potsdam und seit 2010 an der Universität der Bundeswehr München.
Rink publizierte u. a. in DAMALS, Österreichische Militärische Zeitschrift, Militärgeschichte. Zeitschrift für historische Bildung und Militärgeschichtliche Zeitschrift. Ferner ist er Autor von Artikeln in der Enzyklopädie der Neuzeit und im Dossier der Bundeszentrale für politische Bildung. Vorträge hielt er etwa an der Führungsakademie der Bundeswehr in Hamburg, für die Gesellschaft für Wehr- und Sicherheitspolitik und den Arbeitskreis Militär und Gesellschaft in der Frühen Neuzeit.

## Schriften (Auswahl)
- mit Jochen Maurer (Hrsg.): Einsatz ohne Krieg? Die Bundeswehr nach 1990 zwischen politischem Auftrag und militärischer Wirklichkeit. 1. Auflage. Vandenhoeck & Ruprecht, Göttingen 2020, ISBN 978-3-525-33609-0.
- hrsg. mit Martin Hofbauer: Völkerschlacht bei Leipzig. Verläufe, Folgen, Bedeutungen 1813–1913–2013 (= Beiträge zur Militärgeschichte. Band 77). De Gruyter Oldenbourg, Berlin 2017, ISBN 978-3-11-046244-9.
- hrsg. mit Dieter H. Kollmer, Torsten Konopka: Zentrales Afrika (= Wegweiser zur Geschichte). Im Auftrag des Zentrums für Militärgeschichte und Sozialwissenschaften der Bundeswehr in Zusammenarbeit mit der Landesverteidigungsakademie des Österreichischen Bundesheeres. Ferdinand Schöningh, Paderborn 2015, ISBN 978-3-506-78470-4.
- Die Bundeswehr 1950/55–1989 (= Militärgeschichte kompakt. Band 6). De Gruyter Oldenbourg, München 2015, ISBN 978-3-11-044096-6.
- hrsg. mit Karl-Heinz Lutz, Marcus von Salisch: Reform, Reorganisation, Transformation. Zum Wandel in den deutschen Streitkräften von den preußischen Heeresreformen bis zur Transformation der Bundeswehr. Im Auftrag des Militärgeschichtlichen Forschungsamtes, Oldenbourg, München 2010, ISBN 978-3-486-59714-1.
- Is There Anything New in Small-scale Warfare? Developments in Asymmetric Violence, 1740–1815 (= Working Papers in Military and International History. Volume 6). European Studies Research Institute, Salford/Manchester 2009, ISBN 9781902496566.
- Naher Osten (= Wegweiser zur Geschichte). 2. überarbeitete Auflage, im Auftrag des Militärgeschichtlichen Forschungsamtes, hrsg. von Bernhard Chiari und Dieter H. Kollmer unter Mitarbeit von Martin Rink, Schöningh, Paderborn 2009, ISBN 978-3-506-76759-2.
- 50 Jahre Militärgeschichtliches Forschungsamt. Eine Chronik. Hrsg. vom Militärgeschichtlichen Forschungsamt, be.bra verlag, Berlin 2007, ISBN 978-3-937233-47-5.
- mit Helmut R. Hammerich, Dieter H. Kollmer, Rudolf J. Schlaffer: Das Heer 1950 bis 1970. Konzeption, Organisation und Aufstellung (= Sicherheitspolitik und Streitkräfte der Bundesrepublik Deutschland. Band 3). Oldenbourg, München 2006, ISBN 978-3-486-57974-1.
- hrsg. mit Klaus-Jürgen Bremm, Hans-Hubertus Mack: Entschieden für Frieden. 50 Jahre Bundeswehr. 1955 bis 2005. Rombach, Freiburg im Breisgau 2005, ISBN 3-7930-9438-3.
- Vom „Partheygänger“ zum Partisanen. Die Konzeption des kleinen Krieges in Preußen 1740–1813 (= Europäische Hochschulschriften. Reihe 3: Geschichte und ihre Hilfswissenschaften. Band 851). Lang, Frankfurt am Main 1999, ISBN 3-631-35109-7.